# Perpignan-4 (kanton)
Perpignan-4 er en fransk kanton beliggende i departementet Pyrénées-Orientales i regionen Occitanie. Kantonen blev kun ændret i mindre grad ved reformen annonceret pr. dekret 26. februar 2014. Hele kantonen ligger i Arrondissement Perpignan. Hovedby er Perpignan.
Perpignan-4 består af en del af 1 kommune :
- Perpignan - den sydlige del af kommunen

## Historie
Kantonen blev etableret 16. august 1973.